# Manuel Lombardo
Manuel Lombardo (* 4. Dezember 1998 in Turin) ist ein italienischer Judoka. 2021 war er Europameister und Weltmeisterschaftszweiter, 2023 gewann er erneut Weltmeisterschaftssilber.

## Sportliche Karriere
Manuel Lombardo war bis 2014 in der Gewichtsklasse bis 55 Kilogramm aktiv. 2014 war er Dritter der U18-Europameisterschaften. Ende 2014 stieg er in die Gewichtsklasse bis 60 Kilogramm auf. 2015 gewann er die U18-Europameisterschaften. 2016 erkämpfte er bei den Junioren-Europameisterschaften eine Bronzemedaille.
2017 wechselte Lombardo ins Halbleichtgewicht, die Gewichtsklasse bis 66 Kilogramm. Bei den U21-Weltmeisterschaften 2017 belegte er den fünften Platz. 2018 siegte er im Finale der Mittelmeerspiele in Tarragona gegen den Spanier Alberto Gaitero. Im September 2018 wurde er Junioreneuropameister, im Oktober siegte er bei den Jugend-Weltmeisterschaften. Anfang 2019 gewann er das Grand-Prix-Turnier in Tel Aviv. Bei den im Rahmen der Europaspiele 2019 in Minsk ausgetragenen Europameisterschaften bezwang er in seinem ersten Kampf den Deutschen Sebastian Seidl und schied im Achtelfinale gegen den Weißrussen Dsmitryj Scherschan aus. Zwei Monate später verlor er im Viertelfinale der Weltmeisterschaften in Tokio gegen Denis Vieru aus der Republik Moldau. Nach einem Sieg über den Ukrainer Bohdan Iadow unterlag Lombardo im Kampf um Bronze dem Japaner Hifumi Abe und belegte den fünften Platz. Im Oktober 2019 erreichte er beim Grand Slam in Brasília das Finale und verlor gegen den Brasilianer Daniel Cargnin. Drei Wochen danach erreichte er auch das Finale beim Grand Slam in Abu Dhabi und gewann gegen Orxan Səfərov aus Aserbaidschan. 2021 gewann Lombardo den Titel bei den Europameisterschaften in Lissabon mit einem Finalsieg über den Georgier Wascha Margwelaschwili. Anderthalb Monate später erreichte Lombardo auch das Finale bei den Weltmeisterschaften in Budapest, dort unterlag er dem Japaner Joshiro Maruyama. Bei den Olympischen Spielen in Tokio verlor er im Viertelfinale gegen den Brasilianer Daniel Cargnin. Nach einem Sieg in der Hoffnungsrunde verlor er den Kampf um Bronze gegen den Südkoreaner An Ba-ul.
Nach den Olympischen Spielen wechselte Lombardo ins Leichtgewicht, die Gewichtsklasse bis 73 Kilogramm. 2022 wurde er jeweils Fünfter bei den Mittelmeerspielen in Oran und bei den Weltmeisterschaften in Taschkent. 2023 siegte Lombardo beim Grand Slam in Antalya, im Finale bezwang er den Mongolen Tsend-Otschiryn Tsogtbaatar. Einen Monat später erreichte er bei den Weltmeisterschaften in Doha mit einem Halbfinalsieg über Hidayət Heydərov aus Aserbaidschan das Finale. Dort unterlag er dem Schweizer Nils Stump. 2024 siegte Lombardo bei den Grand-Slam-Turnieren in Taschkent und Astana. Bei den Olympischen Spielen in Paris verlor er im Viertelfinale gegen Akil Gjakova aus dem Kosovo. Nach einem Sieg über den Kanadier Arthur Margelidon verlor Lombardo im Kampf um Bronze gegen Adil Osmanov aus der Republik Moldau. Im Mixed-Team-Wettbewerb bestritt Lombardo vier Kämpfe, von denen er zwei gewann. Die italienische Mannschaft belegte den fünften Platz.
2025 erreichte Lombardo das Finale bei den Europameisterschaften in Podgorica und unterlag dann dem unter neutraler Flagge antretenden Russen Daniil Lawrentew. Zwei Monate später belegte er den fünften Platz bei den Weltmeisterschaften in Budapest, nachdem er im Halbfinale gegen den Franzosen Joan-Benjamin Gaba und im Kampf um Bronze gegen den Japaner Tatsuki Ishihara verloren hatte.